# Alta Vista (California)
Alta Vista es un área no incorporada ubicada en el condado de Inyo en el estado estadounidense de California.

## Geografía
Alta Vista se encuentra ubicada en las coordenadas 37°24′46″N 118°32′33″O / 37.41278, -118.54250.